# Patricio Flores Sandoval
Patricio Flores Sandoval (Guadalajara, Jalisco 1 de septiembre de 1951-Ciudad de México, 18 de junio de 2025) fue un sindicalista y político mexicano, integrante del Partido Revolucionario Institucional (PRI). Fue en dos ocasiones diputado federal y líder del Sindicato Industrial de Trabajadores y Artistas de Televisión y Radio, similares y conexos, de la República Mexicana. (SITATYR).

## Biografía
Fue maestro de educación primaria egresado de la Benemérita y Centenaria Escuela Normal de Jalisco; de 1975 a 1977 ejerció como docente de educación primaria. De 1976 a 1987 fue operador de audio en la estación XEAV-AM, y de 1987 a 2000 en Televisora de Occidente, filial regional de Televisa en Guadalajara. Durante estas funciones inició su carrera como líder sindical en el SITATYR.
Miembro del PRI desde 1976. En el SITATYR ocupó los siguientes puestos: de 1981 a 1984 secreatario del Interior, de 1984 a 1987 secretario de Trabajo, y de 1987 a 2011 secretario general, las tres de la sección de Jalisco; de 1987 a 1993 coordinador nacional de Radio; de 1993 a 1995 secretario del Exterior del comité nacional, y en 2000 resultó elegido secretario general del comité ejecutivo nacional, permaneciendo en dicho cargo hasta el día de su fallecimiento el 18 de junio de 2025.
Fue consejero político nacional del PRI de 2004 a 2012 y consejero estatal en Jalisco de 2006 a 2009; y de 2005 a 2016 secretario de Comunicación Social del comité nacional de la Confederación de Trabajadores de México (CTM). En 2006 fue elegido diputado federal por el principio de representación proporcional a la LX Legislatura de dicho año a 2009; en ella fue iIntegrante de las comisiones de Seguridad Social; de Derechos Humanos; de Trabajo y Previsión Social; y, de Radio, Televisión y Cinematografía.
En 2012 fue por segunda ocasión elegido diputado federal por el mismo principio de representación proporcional, a la LXII Legislatura que tuvo término en 2015; en esta legislatura fue secretario de la comisión de Seguridad Social; e integrante de las comisiones de Radio y Televisión; y, de Trabajo y Previsión Social. Falleció en la Ciudad de México el día 18 de junio de 2025.